# دون أوكلي
دون أوكلي (بالإنجليزية: Don Oakley)‏ (1927)؛ روائي أمريكي.